# Bussjön, Ångermanland
Bussjön är en sjö i Kramfors kommun i Ångermanland och ingår i Ångermanälven-Gådeåns kustområde. Sjön har en area på 1,1 kvadratkilometer och ligger 74,1 meter över havet. Sjön avvattnas av vattendraget Bollstaån (Majaån).

## Delavrinningsområde
Bussjön ingår i det delavrinningsområde (698794-158996) som SMHI kallar för Utloppet av Bussjön. Medelhöjden är 134 meter över havet och ytan är 6,95 kvadratkilometer. Räknas de 19 avrinningsområdena uppströms in blir den ackumulerade arean 142,07 kvadratkilometer. Avrinningsområdets utflöde Bollstaån (Majaån) mynnar i havet. Avrinningsområdet består mestadels av skog (64 procent). Avrinningsområdet har 1,09 kvadratkilometer vattenytor vilket ger det en sjöprocent på 15,6 procent.